# 阿尼克山
阿尼克山是俄羅斯的高山，位於濱海邊疆區北部邊界，與哈巴羅夫斯克邊疆區相接，海拔高度1,933米，是濱海邊疆區最高的山峰，也是錫霍特山脈第三高的山峰，次於托爾多基-亞尼山（2,077米）和科山（2,003米）。